# بخش ریوم
بخش ریوم (به فرانسوی: Arrondissement de Riom) یک بخش در فرانسه است که در پوی-دو-دم واقع شده‌است.